# Анджей Трепка
Анджей Трепка (пол. Andrzej Trepka, Andrzej Nekanda Trepka, нар. 16 березня 1923 року, Варшава — пом. 25 березня 2009, Рихлочице) — письменник-фантаст, журналіст, публіцист, популяризатор науки. Творчість Анджея Трепки займає почесне місце поряд із кращими післявоєнними письменниками Польщі —  Станіславом Лемом і Кшиштофом Борунем, які працювали в жанрі наукової фантастики. Співзасновник Польського товариства астронавтики (пол. Polskie Towarzystwo Astronautyczne) , член Польського товариства любителів астрономії (пол. Polskie Towarzystwo Miłośników Astronomii).

## Біографія
Родина Анджея Трепки походить від шляхетного польського роду Неканди-Трепки (пол. Nekanda-Trepka) герба Топор. Один із пращурів письменника в 1331 році був опікуном сина короля Локетека. Родина Трепки володіла маєтком у селищі Рихлочице (пол. Rychłocice) Велюнського повіту від початку XVIII ст. і до 1939 року.   
Після війни жив у Бидгощі, Щецині, Варшаві. З 1980-х років мешкав у місті Вісла.   
Творчий шлях письменника розпочався з видання космічної трилогії у співавторстві з Кшиштофом Борунем: Загублене майбуття, Проксіма, Космічні брати. Тематика книг Анджея Трепки подібна до творчості Жуля Верна, проголошує перемогу раціоналізму й панування людини над світом.
Автор кількох тисяч статей присвячених астронавтиці, астрономії, біології та астробіології. Твори  Анджея Трепки друкувались у польських наукових виданнях «Argumentach», «Faktach i Myślach», «Problemach», «Zdarzeniach», «Przyjaźni», «Skrzydlatej Polsce», «Perspektywach» та інших. Цикл статей присвячених НЛО були надруковані в польських щоденних газетах «Wieczorze Wybrzeża» і «Gazecie Białostockiej» у 1950-х роках.   
У 1980-х роках працював журналістом у журналах «Astronautyki», «Panoramy», «Trybuny Robotniczej», «Kroniki». 
У науково-фантастичному альманасі «Крок у невідоме» (пол. Krok w nieznane) у 1973-1974 рр. (том IV і том V, видавництво Iskry) вийшли друком такі твори як: «Життя за межами Землі» (пол. Gniazda życia poza Ziemią) i «Людина не самотня у Всесвіті» (пол. Człowiek nie jest samotny we Wszechświecie). У книзі присвяченій відкриттям в астрономії (пол. Księdze odkryć i wynalazków) у 1957 році надруковані нариси «Загадкова космічна краса» (пол. Zagadkowa piękność kosmiczna) про Венеру, «Увага — Марс» (пол. Uwaga – Mars) та ще 28 коротких творів.
Під час парламентських виборів 1993 року балотувався до Сейму Республіки Польща за списком від Partii X (отримав 1190 голосів).
2002 року вийшла друком вагома проілюстрована праця Анджея Трепки «Спогади про Рихлочице» (пол. Wspominki z Rychłocic), видавництво «Śląsk» у Катовиці — ISBN 83-7164-353-5.

## Творчість

### Романи
- Загублене майбуття (пол. Zagubiona przyszłość) — видавництво «Iskry», 1954, у співавторстві з Кшиштофем Борунем
- Проксима (пол. Proxima) — видавництво «Iskry», 1955, у співавторстві з Кшиштофем Борунем
- Космічні брати (пол. Kosmiczni bracia) — видавництво «Iskry», 1959, у співавторстві з Кшиштофем Борунем
- Атол Тридакни (пол. Atol Trydakny)— видавництво «Śląsk», 1974
- Дванадцять апостолів (пол. Dwunastu apostołów) — видавництво «Śląsk», 1978
- Тотем лісових людей (пол.Totem leśnych ludzi) — видавництво «KAW», 1980
- Резервація (пол. Rezerwat) — видавництво «KAW», 1985
- Недільні гості (пол. Niedzielni goście) — видавництво «Beskidzka Oficyna Wydawnicza», 1997
- Комінфаун (пол. Kominfaun) — видавництво «Śląsk», 2005

### Збірки оповідань
- Космічний звіт (пол. Kosmiczny meldunek) — 1980
- Завершення (пол. Końcówka) — 1983
- Дерево життя (пол. Drzewo życia) — 1985
- Фантастичні оповідання (пол. Opowiadania Fantastyczne) — 2008

### Науково-популярні твори й біографії
- Провидець Космосу (пол. Wizjoner Kosmosu — 1974, біографія Костянтина Ціолковського
- Життя у Всесвіті (пол. Życie we Wszechświecie) — 1976
- Тварини виходять із морів (пол. Zwierzęta wychodzą z mórz) — 1977
- Бенедикт Дибовський (пол. Benedykt Dybowski) — 1979, біографія
- Явища природи (пол. Fenomeny przyrody) — 1980
- Король тасманських степів (пол. Król tasmańskich stepów) — 1982
- Біокосмос у 2 книгах (пол. Biokosmos 1, Biokosmos 2) — 1984
- Страждання природи (пол. Cierpienia przyrody) — 1986
- Оповідання про тварин (пол. Opowieści o zwierzętach) — 1987
- Ґавенди про тварин (пол. Gawędy o zwierzętach) — 1988
- До і після динозаврів (пол. Przed i po dinozaurach) — 1988
- Тварини, тварини... (пол. Zwierzęta, zwierzęta ...) — 1989
- Що кашалот їсть на обід? (пол. Co kaszalot je na obiad?) — 1991
- У світі тварин (пол. W krainie zwierząt) — 1994
- Дивне, небезпечне, таємниче (пол. Dziwne, groźne, tajemnicze) — 1996
- Єдиним словом?: словник написання слів окремо і разом (пол. Jednym słowem?: słowniczek pisowni łącznej i rozdzielnej) — 1997
- Про тварин по іншому (пол. O zwierzętach inaczej) — 2000
- Особливості тваринного світу (пол. Osobliwości świata zwierząt) — 2001
- Таємниці звірів (пол. Tajemnice zwierząt) — 2001
- Виправдання вбивства (пол. Usprawiedliwieni zabójcy) — 2001
- Під польським небом (пол. Pod polskim niebem) — 2002
- Спогади про Рихлочице (пол. Wspominki z Rychłocic) — 2002